# Григорьев, Владимир Васильевич (писатель)
Влади́мир Васи́льевич Григо́рьев (1934—1999) — советский и российский писатель-фантаст, один из ведущих авторов советской юмористической научной фантастики 1960—1970-х годов.

## Биография
Родился в Москве, окончил Московское высшее техническое училище им. Н. Э. Баумана, работал инженером, участвовал во многих экспедициях, в том числе к месту падения Тунгусского метеорита. Печататься начал с 1962 года, первая публикация — рассказ «Ничто человеческое нам не чуждо».
Дебютировал в отечественной научной фантастике 1960-х годов рассказами юмористической фантастики, которые вошли в первый сборник писателя «Аксиомы волшебной палочки» (1967). В 1977 году вышел его второй авторский сборник — «Рог изобилия».
Для рассказов писателя характерна ирония и парадоксальность. В рассказе «Ничто человеческое нам не чуждо» (1962) автор описывает эволюцию разумных машин, в конце концов задумывающихся над метафизическими вопросами о своем Создателе. В рассказе «А могла бы и быть…» (1963) юный вундеркинд изобретает машину времени. В рассказе «По законам неточных наук» (1967) исследователи ставят опыты над амёбами, не подозревая о наличии у последних своей «цивилизации».
В отдельных рассказах Григорьев меняет тональность своих произведений, вторгаясь на «сопредельные» территории сатирической фантастики — так, например, рассказ «Рог изобилия» (1964) является сатирическом гротеском, высмеивающим потребительство.
Рассказы писателя переведены на многие языки, в частности, на немецкий язык, английский язык.